# Megaschaaltechnologie
Megaschaaltechnologie is technologie op astronomische schaal. Hierbij worden hele manen en planeten en zelfs sterren ontgonnen of gesloopt om hun materie te gebruiken om kunstmatige voorwerpen of machines op reusachtige schaal te bouwen. Voorbeelden zijn Dysonschillen, Matrioshkabreinen en ringwerelden. Tot op heden komt dit alleen in sciencefiction voor maar er zijn ook serieuze studies door gerenommeerde wetenschappers gedaan naar de mogelijkheden en haalbaarheid hiervan.